# Iris Bohnau
Iris Bohnau (* 1948) ist eine ehemalige deutsche Schauspielerin. Seit ihrer Ehe mit dem Regisseur Frank Vogel trägt sie den Namen Iris Vogel.

## Leben
Bohnau trat ab Ende der 1960er-Jahre in zahlreichen DEFA-Spielfilmproduktionen und in Serien des Deutschen Fernsehfunks auf. Einen ersten Erfolg feierte sie 1972 mit ihrer Rolle im Fernsehfilm Der Mann und das Mädchen. Bei den Dreharbeiten lernte sie den Regisseur Frank Vogel kennen, den sie später auch heiratete. Aus der Ehe ging eine Tochter hervor. Ihr Mann starb im Jahr 1999.
Nach der Wiedervereinigung beendete sie ihre Tätigkeit als Schauspielerin und begann eine Ausbildung zur Physiotherapeutin. Sie war rund 15 Jahre im Deutschen Herzzentrum Berlin tätig, wo sie 12 Jahre lang die Abteilung der Physiotherapie leitete. Im Jahr 2009 ging sie in den Ruhestand.

## Filmografie
- 1969: Genosse Vater
- 1972: Tapetenwechsel
- 1972: Der Mann und das Mädchen
- 1973: Das zweite Leben des Friedrich Wilhelm Georg Platow
- 1973: Die Zwillinge
- 1973: Der Staatsanwalt hat das Wort: Die Kraftprobe (TV-Reihe)
- 1974: Zwischen vierzig und fünfzig
- 1974: Die lieben Mitmenschen (Fernsehserie, 1 Folge)
- 1974: Die Katzen meiner Brüder
- 1974: Somow und andere
- 1974: Die Frauen der Wardins (TV-Dreiteiler)
- 1974: Unser blaues Dach
- 1974: Inselsommer
- 1975: Schwester Agnes
- 1976: Polizeiruf 110: Schwarze Ladung (TV-Reihe)
- 1976: Konzert für Bratpfanne und Orchester
- 1976: Fürs ganze Leben
- 1977: Dantons Tod (Studioaufzeichnung)
- 1977: Das Verhör
- 1979: Die lange Straße (TV-Miniserie)
- 1980: Die Heimkehr des Joachim Ott
- 1985: Der Doppelgänger
- 1986: Rabenvater
- 1986: Zahn um Zahn (Fernsehserie, 1 Folge)
- 1987: Kiezgeschichten (Fernsehserie, 1 Folge)
- 1987: Sidonies Bilder
- 1987: Die erste Reihe
- 1987: Polizeiruf 110: Der Tote zahlt
- 1988: Barfuß ins Bett (Fernsehserie, 1 Folge)
- 1988: Polizeiruf 110: Amoklauf
- 1988: Polizeiruf 110: Flüssige Waffe
- 1989: Vera – Der schwere Weg der Erkenntnis
- 1989: Die gläserne Fackel (TV-Miniserie)
- 1989: Der Staatsanwalt hat das Wort: Millionenerben
- 1990: Der Staatsanwalt hat das Wort: Im Regen tanzen
- 1990: Polizeiruf 110: Tod durch elektrischen Strom
- 1991: Aerolina (TV-Miniserie)

## Hörspiele
- 1979: Charles Dickens: Der ungebetene Gast (Fanny) – Regie: Horst Liepach (Kinderhörspiel – Rundfunk der DDR)